# Kayangel
Kayangel (palau Ngcheangel) – miejscowość w Palau; na atolu Kayangel; 128 mieszkańców (2006). Ośrodek turystyczny. Stolica okręgu o tej samej nazwie.